# کاپ نایلز
کاپ نایلز (انگلیسی: Kapp Niles) شرکت مهندسی آلمانی است، که در سال ۱۹۵۳ تأسیس شد.